# Massacre de Fort Mims
La massacre de Fort Mims va ser una batalla que va tenir lloc el 30 d'agost de 1813 durant la Guerra Creek, quan una força d'indis creek, que pertanyen a la facció "Bastons Vermells" sota el comandament dels guerrers de cap Peter McQueen i William Weatherford, o Lamochattee (Àguila Roja), van prendre per assalt la fortalesa i va derrotar la guarnició de la milícia. Després de la derrota de la guarnició hi va sobrevenir una massacre i gairebé tots els restants baixos creek, els colons blancs, i la milícia a Fort Mims van ser assassinats. La fortalesa era una estacada amb un fortí que envoltava la casa i dependències del colon Samuel Mims, situada a uns 35 quilòmetres al nord de l'actual Mobile, Alabama.

## Antecedents
La Nació Creek es va dividir en faccions durant la Guerra de 1812. Un grup dels nativistes creek, els Bastons Vermells, va argumentar en contra de qualsevol allotjaments de més colons blancs, mentre que els altres creeks afavoriren l'adopció d'un estil de vida blanc. La facció Bastons Vermells dels alts creek es va oposar a les dues cessions de terres als colons i l'assimilació dels baixos creeks a la cultura euroamericana. Els nativistes aviat van ser anomenats "Bastons Vermells" perquè havien alçat el "Bastó vermell de la guerra", una de llurs armes favorites i símbol de declaració de guerra creek. La guerra civil entre els creeks va esclatar en l'estiu de 1813 i els Bastons Vermells atacaren als caps acomodaticis, i a les ciutats altes van començar una massacre sistemàtica dels animals domèstics, la majoria dels quals pertanyien als homes que havien guanyat poder mitjançant l'adopció d'aspectes de la cultura europea. En no entendre els problemes interns creek, els blancs de frontera es van alarmar per l'augment de les tensions i començaren a "fortificar-se" i passar als diferents llocs i fortins com Fort Mims mentre que els reforços van ser enviats a la frontera.
Els espies estatunidencs es van assabentar que la partida guerrera del cap dels Bastons Vermells Peter McQueen estava a Pensacola (Florida) per a l'adquisició d'ajuda alimentària, subministraments i armes dels espanyols. Els creek va rebre del nouvingut governador espanyol, González Manrique, 45 barrils de blat de moro i farina, mantes, cintes, tisores, navalles, uns vedells, 1000 lliures de pólvora i una oferta equivalent de bales de mosquet plom i perdigons, però res de beure alcohol. Quan els informes sobre l'adquisició creek arribaren al coronel Caller, ell i el comandant Daniel Beasley dels Voluntaris de Mississippi va liderar una força muntada de 6 companyies de 150 fusellers de milícians blancs i 30 tensaw mestissos sota el comandament del capità Dixon Bailey per interceptar aquests guerrers. Van emboscar als Bastons Vermells a la batalla de Burnt Corn en juliol de 1813 quan els creek estaven fent el menjar de migdia. Mentre les forces dels Estats Units saquejaven el carregament dels Bastons Vermells, els guerrers van tornar i van expulsar amb els americans. Els Estats Units estaven en guerra amb la nació Creek. L'agost de 1813, Peter McQueen i Águila Roja (Weatherford) van ser els caps Bastons Vermells que dirigirien l'atac a Fort Mims. Els guerrers creek de la facció Bastons Vermells eren disposats a concentrar prop de 1.000 homes de tretze pobles creek pobles dels alabames, tallapooses i baixos abekas a la desembocadura del Flat Creek a la part baixa del riu Alabama.
Els creeks de sang mixta, també coneguts com a métis, de Tensaw, una de les Ciutats Baixes, es van unir als colons euroamericans a la recerca de refugi en l'estacada de Fort Mims. Els dos grups també van portar esclaus. Hi havia prop de 517 persones, inclosos uns 265 milicians armats en el fort. Fort Mims era situat a 35 o 45 milles (50–70 km) al nord de Mobile al cantó oriental del riu Alabama.

## Atac
El 29 d'agost de 1813, dos esclaus negres que pasturaven ramat fora de l'estacada informaren que "els guerrers pintats" es trobaven als voltants. Però, els escoltes muntats de la fortalesa no van trobar signes de la partida de guerra. En detriment de Fort Mims, Beasley fer assotar el segon esclau per "donar una falsa alarma". Beasley va rebre una segona advertència el matí de l'assalt per un escolta muntat, però ho va desestimar i no va prendre cap precaució, potser perquè Beasley potser era begut.
El major Beasley, el comandant, havia afirmat que podia "mantenir la posició contra qualsevol nombre d'indis", però els historiadors creuen que l'estacada estava mal defensada. En el moment de l'atac, la porta de l'est va ser bloquejada parcialment oberta per la sorra. Els Bastons Vermells van atacar durant el migdia i Beasley no havia posat cap piquet o sentinelles fora, rebutjant els informes que els creeks eren a prop.
Els guerrers creek van intentar prendre el fort en un cop de mà, carregant la porta oberta massivament". Alhora, els Bastons Vermells van prendre el control del dipòsit d'armes i del recinte exterior. Sota el capità Bailey, la milícia i els colons van defensar el recinte interior lluitant durant un temps i després de prop de dues hores hi va haver una pausa d'una hora aproximadament. Els indis, després de despuntar el seu impuls inicial dins de la fortalesa i amb baixes en augment, va celebrar un consell improvisat per debatre si havien de continuar la lluita o retirar-se. A les tres van decidir que els mestissos Tensaw dirigits per Dixon Bailey haurien de ser destruïts per venjar la seva traïció a Burnt Corn i després els creeks va llançar un segon atac. Els defensors restants van tornar a caure en un edifici anomenat el 'bastió'. Els Bastons Vermells van calar foc al centre del 'bastió', que després es va estendre a la resta de l'estacada.
Els guerrers van irrompre al recinte interior i, malgrat els intents de Weatherford, van matar la majoria dels defensors de la milícia, els creeks de sang barrejada, i els colons blancs. Després d'una lluita d'hores, la defensa es va ensorrar completament i potser 500 milicians, colons, esclaus i creeks lleials als nord-americans van morir o van ser capturats, mentre els Bastons Vermells arrencaven uns 250 cuirs cabelluts. A les cinc de la tarda, la batalla havia acabat i l'estacada i edificis saquejats i en flames. Nogensmenys van salvar la vida de gairebé tot el esclaus, tot i que van prendre més de 100 esclaus captius. Se sap que almenys 3 dones i 10 nens havien estat fets captius. Unes 36 persones, gairebé tots homes, escaparen, inclòs Bailey que havia estat ferit mortalment, i 2 dones i una noia. Quan una columna d'auxili va arribar unes setmanes més tard va trobar 247 cadàvers dels defensors i 100 dels atacants creek.

## Conseqüències i història recent
La victòria dels Bastons Vermells a Fort Mims va estendre el pànic a tota la frontera del Sud-est dels Estats Units, i els colons exigiren l'acció governamental i van fugir. En les setmanes següents a la batalla diversos milers de persones, aproximadament la meitat de la població dels districtes Tensaw i Tombigbee, abandonaren els seus assentaments a Mobile i una població de 500 de Mobile lluitaren per adaptar-s'hi. La victòria dels Bastons Vermells, una de les més grans dels amerindis, i la massacre posterior marcaren la transició d'una guerra civil entre la tribu creek (Muskogee) a una guerra entre els Estats Units i els guerrers Bastons Vermells dels alts creek.
Des que les tropes federals estaven ocupades amb el front nord de la Guerra de 1812, Tennessee, Geòrgia i el territori del Mississipi mobilitzaren les seves milícies per defensar-se dels pobles alts creek que havien donat suport a la causa dels Bastons Vermells. Després de diverses batalles, el coronel Andrew Jackson va enviar aquestes milícies estatals i juntament amb aliats cherokees en la posterior batalla de Horseshoe Bend van derrotar els Bastons Vermells, posant fi a la Guerra Creek .
Avui dia el lloc de Fort Mims és mantingut per l'Alabama Historical Commission. Es va afegir aa Registre Nacional de Llocs Històrics el 14 de setembre de 1972.
La massacre de Fort Mims és citada a la novel·la època de Margaret Mitchell Allò que el vent s'endugué. En el llibre, un personatge menor, Grandma Fontaine, comparteix els seus records de veure tota la seva família assassinada en l'aixecament com a lliçó per a la protagonista, Scarlett. Ella explica que una dona mai ha experimentar el pitjor que li pot passar a ella, perquè llavors ella mai pot experimentar la por de nou.